# 寡婦 (電影)
是一部2018年美英搶劫電影，由史提夫·麥昆執導。電影改編自1983年ITV的電視影集《寡妇特工》，由維奧拉·戴維斯、蜜雪兒·羅德里奎茲、伊莉莎白·戴比基、辛西婭·艾利沃、柯林·法洛、布萊恩·泰瑞·亨利、丹尼爾·卡盧亞、賈姬·威佛、凱莉·庫恩、勞勃·杜瓦以及連恩·尼遜主演。電影定於2018年11月16日在美國上映。

## 演員
- 維奧拉·戴維斯 飾 維羅妮卡·羅林斯
- 蜜雪兒·羅德里奎茲 飾 琳達·佩雷利
- 伊莉莎白·戴比基 飾 艾莉絲·岡納
- 辛西婭·艾利沃 飾 貝兒
- 柯林·法洛 飾 傑克·穆里根
- 布萊恩·泰瑞·亨利 飾 賈邁勒·曼寧
- 丹尼爾·卡盧亞 飾 傑特米·曼寧
- 賈姬·威佛 飾 安格涅斯卡
- 連恩·尼遜 飾 哈利·羅林斯
- 勞勃·杜瓦 飾 湯姆·穆里根
- 凱莉·庫恩 飾 亞曼達·努恩
- 加瑞特·迪拉胡特 飾 巴許·歐雷利
- 馬奴·賈西亞-魯爾福 飾 卡洛斯·佩雷利
- 盧卡斯·哈斯 飾 大衛
- 麥可·夏尼（英语：Michael Harney） 飾 富勒中士
- 強·柏恩瑟 飾 弗洛雷克·岡納

## 製作

### 拍攝
主體拍攝於2017年5月8日拍攝。

## 發行
《寡婦》定於2018年11月16日上映，由二十世紀福斯發行。

### 評價
在爛番茄上根據305條評論，持有91%的新鮮度，平均得分8.1／10。而在Metacritic上則獲得了84分。

## 外部連結
- 互联网电影数据库（IMDb）上《寡婦》的资料（英文）
- Box Office Mojo上《寡婦》的資料（英文）
- Metacritic上《寡婦》的資料（英文）
- 爛番茄上《寡婦》的資料（英文）
- AllMovie上《寡婦》的资料（英文）
- 開眼電影網上《寡婦》的資料（繁體中文）
- Yahoo奇摩電影上《寡婦》的資料（繁體中文）
- 雅虎香港電影上《寡婦》的資料（繁體中文）
- 豆瓣电影上《寡婦》的資料 （简体中文）
- 时光网上《寡婦》的資料（简体中文）